# Poker Nations Cup
Der Poker Nations Cup war ein internationales Pokerturnier, das von 2006 bis 2008 einmal jährlich in Cardiff ausgespielt wurde.

## Spielsystem
Am Turnier in der Variante No Limit Texas Hold’em nahmen sechs Nationen mit jeweils sechs Spielern teil. In jedem Team fungierte ein Spieler als Kapitän, zudem gab es in jeder Mannschaft einen Online-Qualifikanten. Der jeweilige Teamkapitän bestimmte die Reihenfolge, welcher Spieler seiner Mannschaft an welchem der sechs Vorrundenspiele teilnahm. Je nach Abschneiden eines Spielers an einem Vorrunden-Tisch wurden der eigenen Mannschaft Punkte gutgeschrieben, wobei die Wertung von Jahr zu Jahr variierte. Die in der Vorrunde erreichte Gesamtpunktzahl einer Mannschaft bestimmte schließlich die Anzahl der Chips im Grand Final, der Finalrunde zur Bestimmung des Turniersiegers.
Die Mannschaftskapitäne benannten drei Spieler, welche schließlich in der Finalrunde antraten; dabei mussten Auswechslungen bis zum Ende des dritten sowie sechsten Blindlevels getätigt werden. Daneben war es den Teamkapitänen erlaubt, einmalig ein 60-sekündiges Time-Out zwecks Beratung mit dem aktuell am Tisch spielenden Mannschaftsmitglied einzuberufen. Die Levels im Grand Final waren doppelt so lang wie in der Vorrunde. Das Gewinnerteam der Finalrunde erhielt insgesamt 100.000 US-Dollar.

## Austragungen

### 2006
Die erste Ausgabe fand vom 15. März bis 5. April 2006 statt und wurde von 888.com gesponsert. Thomas Kremser diente dem Turnier als Direktor, während Marina Kremser und Stevie Pollak die Funktion als Dealer bekleideten. Die Erstausstrahlung der durch Jesse May und Barny Boatman (in der zweiten Vorrundenbegegnung Padraig Parkinson) kommentierten Sendung erfolgte im März 2006 auf dem britischen Fernsehsender Channel 4. Das Deutsche Sportfernsehen strahlte die Highlights gestaffelt in acht Teile vom 30. August 2006 bis 10. September 2006 aus. Für das deutsche Fernsehen kommentierten Michael Körner und der selbst am Turnier teilnehmende Michael Keiner.

#### Teilnehmer

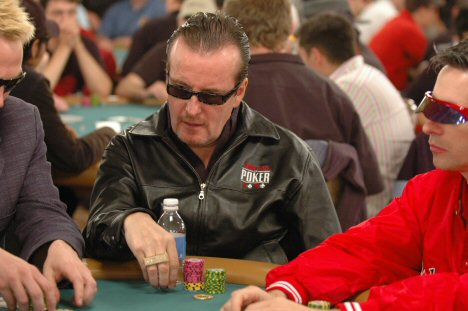
Dave Ulliott, Kapitän der Siegermannschaft

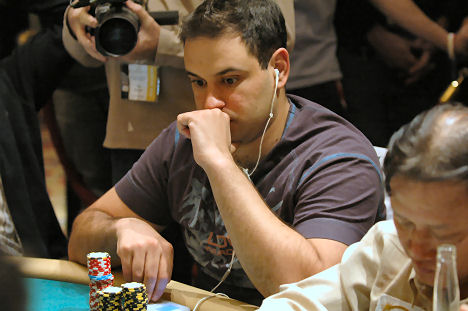
Roland De Wolfe, Kapitän der Siegermannschaft

Der jeweils erstgenannte Spieler war der Teamkapitän, der letztgenannte Spieler der Onlinequalifikant.
- Vereinigtes Königreich: Dave Ulliott, Joe Beevers, Tony Bloom, Julian Gardner, Ram Vaswani, Scott Griffiths
- Deutschland: Michael Keiner, Christoph Haller, Andreas Krause, Roland Specht, Katja Thater, Sebastian Zentgraf
- Irland: Noel Furlong, Don Fagan, Scott Gray, Rory Liffey, Padraig Parkinson, Mahala Maria Roche
- Vereinigte Staaten: Robert Williamson III, Andy Bloch, Clonie Gowen, Thomas Keller, Kathy Liebert, Gregory Jennison
- Dänemark: Martin Wendt, Christian Grundtvig, Theo Jørgensen, Rehne Pedersen, Jan Sørensen, Anders Jensen
- Schweden: Ken Lennaárd, Ayhan Alsancak, Fuat Can, Erik Sagström, Bengt Sonnert, Jens Lekström

#### Ergebnisse
| Runde       | Beginn        | 1.                     | 2.                | 3.                    | 4.                 | 5.                 | 6.               |
| ----------- | ------------- | ---------------------- | ----------------- | --------------------- | ------------------ | ------------------ | ---------------- |
| Vorrunde 1  | 15. März 2006 | Theo Jørgensen         | Padraig Parkinson | Andy Bloch            | Scott Griffiths    | Erik Sagström      | Christoph Haller |
| Vorrunde 2  | 17. März 2006 | Jens Lekström          | Gregory Jennison  | Scott Gray            | Anders Jensen      | Sebastian Zentgraf | Dave Ulliott     |
| Vorrunde 3  | 19. März 2006 | Mahala Maria Roche     | Katja Thater      | Christian Grundtvig   | Thomas Keller      | Tony Bloom         | Fuat Can         |
| Vorrunde 4  | 22. März 2006 | Roland Specht          | Rehne Pedersen    | Robert Williamson III | Ken Lennaárd       | Julian Gardner     | Rory Liffey      |
| Vorrunde 5  | 26. März 2006 | Joe Beevers            | Don Fagan         | Clonie Gowen          | Andreas Krause     | Bengt Sonnert      | Martin Wendt     |
| Vorrunde 6  | 29. März 2006 | Ram Vaswani            | Kathy Liebert     | Jan Sørensen          | Ayhan Alsancak     | Noel Furlong       | Michael Keiner   |
| Grand Final | 5. Apr. 2006  | Vereinigtes Königreich | Deutschland       | Irland                | Vereinigte Staaten | Dänemark           | Schweden         |

### 2007
Die zweite Austragung fand im Mai 2007 statt und wurde von PartyPoker gesponsert.

#### Teilnehmer
Der jeweils erstgenannte Spieler war der Teamkapitän, der letztgenannte Spieler der Onlinequalifikant. Für die Vereinigten Staaten trat Jennifer Tilly statt eines Online-Qualifikanten an.
- Schweden: Bo Sehlstedt, William Thorson, Mats Rahmn, Anders Henriksson, Johan Storakers, Hans Isoz
- Vereinigte Staaten: Robert Williamson III, Kevin O’Donnell, Phil Laak, Clonie Gowen, Antonio Esfandiari, Jennifer Tilly
- England: Dave Ulliott, Ram Vaswani, Joe Beevers, John Kabbaj, Jon Hewston, Paul Gardner
- Niederlande: Marcel Lüske, Rob Hollink, Arthur van der Meeren, Thierry van den Berg, Jorryt van Hoof, Tim Moddermann
- Dänemark: Theo Jørgensen, Mads Andersen, Tune Sedelin, Lars Bonding, Martin Vallo, Nicolai Vivet
- Deutschland: Michael Keiner, Roland Specht, Eduard Scharf, Benjamin Kang, Philipp Marmorstein, Simon Münz

#### Ergebnisse
| Runde       | 1.                    | 2.                 | 3.                   | 4.                    | 5.                  | 6.              |
| ----------- | --------------------- | ------------------ | -------------------- | --------------------- | ------------------- | --------------- |
| Vorrunde 1  | Paul Gardner          | Anders Henriksson  | Theo Jørgensen       | Arthur van der Meeren | Kevin O’Donnell     | Benjamin Kang   |
| Vorrunde 2  | Jon Hewston           | Johan Storakers    | Thierry van den Berg | Phil Laak             | Philipp Marmorstein | Tune Sedelin    |
| Vorrunde 3  | Simon Münz            | John Kabbaj        | Mats Rahmn           | Tim Moddermann        | Jennifer Tilly      | Mads Andersen   |
| Vorrunde 4  | Dave Ulliott          | Martin Vallo       | Roland Specht        | Clonie Gowen          | Rob Hollink         | Hans Isoz       |
| Vorrunde 5  | Jorryt van Hoof       | Joe Beevers        | Michael Keiner       | Nicolai Vivet         | Antonio Esfandiari  | William Thorson |
| Vorrunde 6  | Robert Williamson III | Ram Vaswani        | Lars Bonding         | Marcel Lüske          | Bo Sehlstedt        | Eduard Scharf   |
| Grand Final | Schweden              | Vereinigte Staaten | England              | Niederlande           | Dänemark            | Deutschland     |

### 2008
Die dritte und letzte Ausgabe wurde vom 7. bis 10. April 2008 ausgespielt, Sponsor war erneut PartyPoker.

#### Teilnehmer
Der jeweils erstgenannte Spieler war der Teamkapitän, der letztgenannte Spieler der Onlinequalifikant.
- England: Roland De Wolfe, Ian Frazer, Surinder Sunar, Neil Channing, Joe Beevers, Francis Durbin
- Irland: Padraig Parkinson, Marty Smyth, Ciarán O’Leary, Donnacha O’Dea, Liam Flood, Darren O’Brien
- Niederlande: Marcel Lüske, Daan Ruiter, Thierry van den Berg, Eric van der Burg, Hans Ritburg, Quirijn Van-der-Peet
- Deutschland: Michael Keiner, Sebastian Ruthenberg, Andreas Krause, Thomas Bihl, Benjamin Kang, Thomas Potzel
- Schweden: Bo Sehlstedt, William Thorson, Mats Rahmn, Anders Henriksson, Johan Storakers, Jonas Ocklind
- Vereinigte Staaten: Robert Williamson III, Jamie Gold, Chris Ferguson, Chad Brown, Thomas Keller, Montel Williams

#### Ergebnisse
| Runde       | 1.                   | 2.                | 3.                   | 4.                   | 5.              | 6.                    |
| ----------- | -------------------- | ----------------- | -------------------- | -------------------- | --------------- | --------------------- |
| Vorrunde 1  | Neil Channing        | Johan Storakers   | Thomas Bihl          | Padraig Parkinson    | Chad Brown      | Hans Ritburg          |
| Vorrunde 2  | Quirijn Van-der-Peet | Ian Frazer        | Jamie Gold           | Johan Ocklind        | Thomas Potzel   | Marty Smyth           |
| Vorrunde 3  | Daan Ruiter          | Darren O’Brien    | Michael Keiner       | Thomas Keller        | Francis Durbin  | Bo Sehlstedt          |
| Vorrunde 4  | Surinder Sunar       | Mats Rahmn        | Sebastian Ruthenberg | Thierry van den Berg | Donnacha O’Dea  | Chris Ferguson        |
| Vorrunde 5  | Andreas Krause       | Anders Henriksson | Eric van der Burg    | Montel Williams      | Liam Flood      | Joe Beevers           |
| Vorrunde 6  | Benjamin Kang        | Ciaran O’Leary    | William Thorson      | Marcel Lüske         | Roland De Wolfe | Robert Williamson III |
| Grand Final | England              | Irland            | Niederlande          | Deutschland          | Schweden        | Vereinigte Staaten    |